# Kauza karikatur proroka Mohameda
Kauza karikatur proroka Mohameda začala po stížnostech na uveřejnění dvanácti karikatur zobrazujících zakladatele islámu ze sedmého století, proroka Mohameda. Karikatury byly publikovány v dánském deníku Jyllands-Posten 30. září 2005. Některé z nich byly přetištěny v norských novinách Magazinet 10. ledna 2006, později v německém Die Welt, francouzském France Soir, ostře satirickém týdeníku Charlie Hebdo a mnoha dalších evropských a světových periodikách včetně jordánských. V důsledku toho přišel o práci šéfredaktor deníku France Soir, šéfredaktor jordánského al-Šihan byl rovněž propuštěn a později uvězněn.

## Pozadí
Richard Dawkins tvrdí, že celou kauzu zorganizovali islámští fundamentalisté podvodem jako cílenou provokaci. Mezi karikatury totiž přiložili snímky vousatého muže v prasečí masce s prohlášením, že se jedná o zobrazení Mohameda. Tyto snímky neměly se sérií karikatur nic společného, byly pořízeny ve Francii během místní soutěže v kvičení. Přestože neměly nic společného ani s Mohamedem, ani s Dánskem, byly takto prezentovány v Egyptě, kde celá záležitost vypukla.

## Důsledky

### Mezinárodní
Uveřejnění karikatur Mohameda bylo v arabských zemích vnímána jako urážka islámu. Většina islámských zemí na protest proti publikaci karikatur začala bojkotovat dánské a norské zboží a požadovala po představitelích dánské vlády omluvu. Premiér Dánska Anders Fogh Rasmussen se odmítl omluvit se zdůvodněním: „Vláda se odmítá omluvit, protože nemá pod kontrolou média a novinový trh; to by bylo zásahem do svobody slova.“
V syrském Damašku proběhly 4. února násilné protesty před velvyslanectvími Dánska a Norska. 5. února byl vypálen dánský generální konzulát v Bejrútu. Výtržnosti byly zaznamenány i v Afghánistánu. Do 10. února přišlo při protestech o život nejméně 11 lidí.
Radikální stoupenci Islámu žádali duchovní o vyhlášení rozsudku smrti fatva nad autory karikatur.
Spotřebitelé v Saúdské Arábii, Kuvajtu a dalších zemích Středního východu bojkotovali zboží dánského a francouzského původu. Ministři zahraničí sedmnácti islámských zemí žádali po dánské vládě potrestání lidí zodpovědných za publikaci karikatur a žádali ujištění, že nebudou již více publikovány. Organizace Islámské rady a Arabská liga žádaly po OSN zavedení mezinárodních sankcí proti Dánsku.
Protesty proti karikaturám byly kritizovány i některými významnými muslimy s poukazem na to, že Islám se musí naučit sebereflexi.

### V Česku
10. února podalo velvyslanectví Íránu protestní nótu českému ministerstvu zahraničí. Protestovalo tak proti zveřejnění karikatur ve dvou českých denících Mladé frontě Dnes a Hospodářských novinách.

## Konec kauzy
Několik dní po rozhoření konfliktu vyhlásilo několik redakcí v islámských zemích soutěž v psaní a kreslení humorných článků na adresu „křesťanského“ světa (Evropy). Oproti tomu se v Evropě zvedla vlna solidarity a protiakcí na podporu Dánska a jeho výrobků a zboží.

## Ztráty na lidských životech
Do začátku března 2006 zemřelo při protestech 139 lidí , zejména v Nigérii, Libyi, Pákistánu a Afghánistánu.